# 소득 배증 계획
소득 배증 계획(所得倍増計画)은 일본의 내각총리대신 이케다 하야토가 추진한 일본의 장기 경제 계획이다. 1961년 4월부터 시작해 10년간 실질 국민 총생산을 26조 엔까지 배증하겠다는 것이 목표였으며 결과적으로는 이를 초과 달성했다.
1956년 4월부터 1973년 11월까지를 일본 경제사에서 고도경제성장기로 분류하는데 이 기간 동안 일본은 연평균 10%라는 경이적인 경제 성장율을 자랑했다. 특히 1960년 총리에 취임한 이케다는 국민 소득 배증 계획을 내세워 일본의 성장 체제를 정비했다.
이케다는 이른바 국민 소득 배증 계획을 내세워 국민 총생산을 10년 이내에 26조 엔(1958년 기준)으로 배증하여 국민의 생활 수준을 서유럽의 선진국 수준으로 끌어올리겠다는 경제 목표를 설정했다. 이를 위해 내정과 외교를 결부해 완전 고용의 달성·복지국가의 실현·소득 분배의 시정을 추진하겠다고 밝혔다. 또한 조세·사회 보장·공공사업을 세 축으로 하여 구체적인 청사진을 제시했다.
다만 일본 특유의 일중독증 현상의 출발점이 되었다는 비판도 있다.
제2차 세계 대전에서 패배한 일본은 경제 부흥을 국가의 제1목표로 삼았다. 1957년 출범한 제1차 기시 내각은 신장기 경제 계획을 수립했고 이때 통상산업상이던 이케다가 총리대신이 된 후 1960년 12월 27일 각의결정하여 이 계획을 물려받았다. 제3차 이케다 내각은 1964년 8월에 실질 국민 총생산을 배증하는 데 성공했고 제2차 사토 내각 때인 1967년 10월에는 1인당 실질 국민 총생산을 배증하는 데 성공했다. 한편 고도 성장 속에서 발생한 여러 문제점을 시정하고 사회자본을 정비하기 위해 1965년에 중기 경제 계획을, 1967년에 경제 사회 발전 계획을 함께 추진했다.
하지만 지나치게 경제 성장에만 치중되는 것에 대한 반발로 후쿠다 다케오를 중심으로 1962년 당풍쇄신연맹이 결성되기도 했다. 이는 지금의 세이와 정책연구회로 이어졌다.

## 실시까지의 경위
1957년 굉지회를 결성한 이케다의 지시를 받아 시모무라 오사무 등이 만든 것이 고도경제성장을 위한 정책적·이론적 골격이 되었다. 이케다의 브레인으로 통했던 시모무라 등은 일본에서 처음 케인스 경제학을 도입해 일본 경제와 국민 생활이 앞으로 10년 동안 얼마나 더 풍족해질 수 있을까 하는 잠재 성장력의 추계를 분석해 이케다와 토론한 뒤 이를 다듬어 소득 배증 계획의 기초를 닦았다. 이케다가 처음부터 월급 두 배나 소득 배증과 같은 구상을 가지고 있었다는 얘기도 있지만 적어도 1958년 무렵까지는 그런 생각이 없었던 것 같다. 1959년 1월 3일 《요미우리 신문》에 게재된 히토쓰바시 대학 교수 나카야마 이치로의 에세이를 읽은 이케다가 아이디어를 얻어 배증이라는 발상을 명확히 했다고 한다. 이케다는 나카야마의 에세이의 내용보다 〈임금 두 배를 제창〉이라는 제목에 마음이 끌렸는데 이 제목은 신문사의 정리부원이 붙였다고 한다. 월급이 두 배가 된다는 구체적인 이미지를 이론과는 별개로 그렇게 되지 않을 수 없다라는 구상으로 다듬어나간 것이 소득 배증 계획인 셈이다. 시모무라는 훗날 "일본 경제의 성장 가능성이 당시 국민 전체가 느끼고 있는 상태보다 훨씬 높다고 이케다 씨가 점점 느끼고 있었던 것이 아닌가 생각한다"라고 술회했다.
1959년 2월 22일 이케다는 고향인 히로시마현에서 연설하며 월급배증론을 처음 언급했다. 연설 전에 미야자와 기이치, 오히라 마사요시, 도사카 주지로 등이 모여있을 때 이케다는 "월급 배증은 안 된다. 월급이라고 하면 월급쟁이들만 언급한다고 오해를 받는다. 소득 배증으로 하자."라고 말했다고 전해진다. 이 얘기는 앞뒤가 다소 맞지 않는 부분이 있지만 이 무렵에 소득 배증이라는 문구가 등장한 것은 사실인 것으로 보인다.
히로시마에서 연설을 끝낸 뒤 이케다는 오사카부를 찾아 경제인 100여 명 앞에서 다시 월급배증론을 제창했다. 하지만 경제인들은 "춘계생활투쟁을 앞둔 시점에서 쓸데없이 노동자에게 좋은 기대를 품게 할 우려가 있다", "월급을 두 배로 하면 반드시 인플레이션이 일어난다. 무리하게 생산력을 증대하면 수입이 급증해 국제 수지가 큰 적자를 본다" 등 반대론이 분출했다. 이케다는 오해를 풀어야 할 필요를 느껴 3월 9일 《니혼케이자이 신문》 조간 〈경제시평〉에 「나의 월급배증론」이라는 소논문을 게재했다. 그 내용은 '지금 월급을 바로 두 배로 높이자는 것이 아니라 국민의 노력과 국가 정책을 통해 생산을 늘릴 수 있다. 여력이 충분하고 국민 경제가 성장할 수 있는데 이를 무리하게 억누르고 있다. 지금 일본에서 인플레이션의 우려는 조금도 없다.'라고 요약할 수 있다. 이케다의 월급배증론은 대중에 큰 반향을 가져왔고 이케다는 국민 총생산이라는 경제 용어를 미디어 앞에서 처음 언급한 정치인이 되었다.
한편으로 자유민주당 간사장 후쿠다는 "기시 총리가 소득 배증을 추진하도록 만들겠다"라고 말했다고 한다. 경제기획청 관료였던 오키타 사부로는 후쿠다가 간사장이었을 때 설명을 하러 가니 후쿠다가 뭔가 두 배로 할 건 없을까 하고 말한 적이 있다고 증언했는데 후쿠다가 간사장이 된 건 1959년 1월이므로 이케다의 소득 배증 아이디어를 훔쳐 기시 내각의 방침으로 취하려 했던 것으로 보인다. 1959년 6월 참의원 선거 때도 이케다가 월급배증론을 활발히 주장하고 다니자 기시는 이케다를 비주류파로 두는 것이 좋지 않다고 판단해 제2차 기시 내각 (개조) 때 통상산업상으로 입각시켰다.

### 기시 내각 입각 후
조각 직후 각의에서 총리 담화문을 논의할 때 이케다는 '10년 뒤에 소득을 배증한다'는 문장에서 10년을 삭제하도록 하여 10년 내에 소득 배증이 가능하다는 것을 강조했고 이로써 내각을 주도할 수 있게 되었다. 또한 이케다는 입각을 계기로 차기 정권을 잡을 기회를 노리기 시작해 경제 정책을 적극적으로 전환하도록 힘을 쏟아 소득 배증 계획의 원형을 만들어나갔다. 기시는 이케다의 정책 구상을 후쿠다가 견제하도록 만들어주고자 후쿠다를 대장상에 임명하고자 했다. 하지만 동생인 사토 에이사쿠가 대장상 유임을 강력히 주장하여 후쿠다는 농림상에 취임해야 했다. 이케다는 통산상으로 재임하면서 소득 배증 계획과 같은 적극 재정론을 공표했지만 기시 내각은 1960년 안보 투쟁의 여파로 내각 총사퇴로 몰려 이케다의 정책을 펼칠 여력이 없었다. 1959년 10월 이케다와 사토는 자민당 경제조사회가 제출한 보고서를 구체적인 데이터가 부족하다며 되돌려보냈다. 이케다는 이미 시모무라 등과 함께 소득 배증 계획의 구체적인 골격을 세우고 있었기 때문에 당의 구상에 데이터 결함이라는 지적을 할 수 있었던 것이다. 하지만 9월 일본을 덮친 태풍 베라의 피해에 대응하기 위해 국토 보전 정책에 중점적으로 지출 배분이 이루어지도록 1960년 예산 편성이 이루어져 이케다의 소득 배증 계획은 채택되지 못했다.
이케다는 11월 경제 정책에 대한 경제심의회의 자문이 자신이 구상한 고도 성장과 다르다고 주장해 12월 각의결정을 하기까지 상당한 진통이 있었다고 오키타는 주장했다. 후쿠다도 일찍이 장기 경제 계획을 구상하고 있었기에 이케다의 월급배증론에 대항해 생산력 배증 10개년 계획을 내세웠다. 후쿠다는 자신의 계획에 이케다가 영향을 받았다고 주장했지만 증거는 없으며 오히려 이케다측은 후쿠다가 이케다의 구상을 가로채려고 한다고 의심했다. 후쿠다는 이케다의 적극 재정과 반대로 균형 재정을 지향하여 안정 경제 성장론을 주창했고 제2차 이케다 내각 때 정무조사회장을 맡았지만 국민 소득 배증 계획을 비판하여 이케다에 의해 경질되고 만다. 또한 제3차 하토야마 이치로 내각 때 만들어진 경제 자립 5개년 계획이 전후 최초의 경제 계획으로 인식되고 있으며 후쿠다 이외에도 당시 경제 성장 정책을 구상한 정치인은 충분히 많았다. 소득 배증 계획이 후쿠다의 계획과 비슷한 부분이 있다한들 이를 무조건 영향을 받았다고도 볼 수 없다. 심지어 후지야마 아이이치로는 "후쿠다 군의 안정성장론은 내 것을 흉내낸 것이다"라고 말하기도 했다. 후쿠다는 훗날 "이케다 씨의 소득 배증은 월급배증론에 해당하는데 이는 굉장히 위험했다. 이는 소비미덕론이나 니노미야 손토쿠 비판론에 근거한 것인데 이것이 정착하면 소비를 부채질하여 정치를 어렵게 만든다. 이를 뒤엎기 위해 나는 안정성장론을 제창했다"라고 말했다. 한편 시모무라는 "소득 배증 계획은 10년 계획이었지만 실제론 5년만 시행됐고 남은 5년은 생각이 전혀 다른 사람들이 계획을 고쳐서 이어갔는데 이것은 불행한 일이었다"라고 언급했다. 하토야마 내각의 경제 자립 5개년 계획과 기시 내각의 신장기 경제 계획도 모두 연평균 5~6%의 성장률을 정책 운영의 전제로 했는데 종래 경제 계획이 5년을 목표로 삼은 것에 비해 소득 배증 계획은 10년을 목표로 삼은 것이었다. 이는 보다 장기적인 관점에서 일본 경제의 성격을 결정하려 했단 점에서 소득 배증 계획이 역사에서 수행한 역할은 큰 것이었다.
또한 이전의 경제 계획이 안정 성장을 지향한 것에 비해 이케다는 시장 경제 시스템을 강화하는 것에 주안점을 뒀다. 당시 재계나 영국의 정치·경제 전문 잡지 《이코노미스트》는 전후 부흥 단계를 넘어선 일본의 경제 성장이 둔화하는 것이 아닌가라는 관점이 강했지만 소득 배증 계획은 이런 관점에서 완전히 벗어난 것으로 편견을 깨는 정책이었다. 기시나 후쿠다가 소득 배증 계획을 만들었다는 얘기도 있지만 이케다가 자신의 내각에서 이를 간판 정책으로 내걸었던 데 비해 기시와 후쿠다는 경제 정책에 그렇게 열성적이지 않았다는 점에서 적극적으로 받아들여지는 이야기는 아니다.
경제기획청 관료였던 미야자키 이사무는 "기시 내각 때는 대장성도 반대했고 사토 에이사쿠 대장상도 "배증 같은 숫자로는 잘 안 된다"라고 말했는데 이케다 씨가 총리가 된 뒤에는 "이건 협력해야 한다"라는 (분위기로) 바뀌었다"라고 증언하고 있어 소득 배증 계획은 이케다 때 가서야 본격적인 궤도에 오른 것으로 보인다.
기시와 달리 이케다는 직접 국민들에게 국민 소득 배증 계획을 호소했고 이는 일본의 진로를 결정하는 중요한 선택으로 받아들여지게 되었다. 입안 기간만 3년 가까이 쏟아부었으며 민간의 유식자 등 다방면에서 약 1,000명의 의견을 받아들여 골격을 잡아갔다. 최종적으로는 이케다가 총리가 된 1960년 9월 이케다와 그의 측근들이었던 시모무라·오히라·미야자키 등이 관료들과 함께 내각의 정책 체계로 정리했다. 미야무라 이사무는 "이케다 씨는 시모무라 씨를 중심으로 한 개인적인 브레인을 활용했기에 우리가 배증 계획을 완수하기 위해서는 경제심의회의 의견도 들어야 하고 이케다 씨나 그의 브레인들과의 조정도 진행해야 해서 복잡한 구조였다"라고 술회했다. 시모무라도 "경제기획청이 만든 소득 배증 계획과 내가 만든 계획은 전혀 다른 발상이다. 이케다 내각이 출범하고 이케다 씨의 의견을 냈는데 총리대신의 의견을 무시할 수는 없으니 어떻게든 어느 정도 총리대신의 의견을 집약하여 만들기로 최종 결정되었다"라고 언급했다.
국민 소득 배증 계획은 국민 각층의 의욕을 환기할 만큼 신선한 울림을 지녔고 현실 시책으로서 시의적절했기에 국민들에게 받아들여졌다. 특히 일본 경제와 국민 생활이 앞으로 10년간 어디까지, 그리고 얼마나 풍족해질 수 있는가를 알기 쉽고 치밀하게 제시한 점이 괄목할 만한 부분이다. 마에오 시게사부로 등 일부 측근들은 소득 배증 계획을 선거를 위한 캐치 프레이즈 정도로 치부하기도 했지만 이케다 내각은 비록 불황도 경험했을지언정 4년에 걸쳐 꾸준히 정책을 이어나갔다.

## 계획의 요체
1960년 7월 19일 총리대신에 취임한 이케다는 9월 5일 소득배증론의 골자를 발표했다. 이 발표에서 이케다는 "경제기획청은 향후 실질 경제 성장률이 연 7.2% 정도라고 말하지만 내 생각으론 너무 낮다. 적어도 연 9%는 성장할 수 있다고 확신한다", "과거 실적을 볼 때 1961년도부터 3개년에 걸쳐 연평균 9%는 가능하며 1인당 국민 소득을 1960년도에는 약 12만 엔까지, 1963년도에는 약 15만 엔까지 늘릴 수 있다. 이를 달성하기위해 적절한 시책을 진행한다면 10년후 국민 소득은 2배 이상이 된다", "9% 정도의 성장이 아니면 10년 동안 완전 고용도, 서유럽에 버금가는 생활 수준도 불가능하다" 등의 발언을 이어갔다. 연평균 명목 경제 성장률 9%는 이케다의 재단으로 결정한 것으로 알려져 있으며 외신은 이를 두고 'Nine percent man'이라는 제목의 보도를 내기도 했다.
야당을 비롯해 각종 매스컴은 물론 일부 여당 의원들조차 소득배증론은 비현실적이고 포퓰리즘이라고 비판했다. 대다수의 국민들의 반응도 냉랭했으며 실현 불가능한 정책이라 여겼다. 가능하더라도 심각한 인플레이션이 일어나 실질 임금은 오르지 않아 그림의 떡에 불과하다는 회의적인 분위기도 역력했다. 경제학자 쓰루 시게토는 "일본 경제가 성장한 것처럼 보이지만 이는 회복한 것에 불과하다"며 소득배증론은 본질을 잘못 파악한 착오라고 단언했다. 《이코노미스트》도 소득배증론이 어리석은 얘기라며 통렬하게 비판했다.
하지만 이케다는 국제 정치·경제가 급격히 변동하고 있으며 1964년 하계 올림픽을 앞둔 상황에서 대대적인 기반 시설 정비를 위한 공공사업을 벌이고 있고 가전 분야를 중심으로 한 혁신이 시작됐으며 농촌을 중심으로 한 지방의 근면한 노동력의 지원을 바탕으로 성장이 가능하다고 확신했다.
9월 7일 기자회견에서 이케다는 헌법 개정을 고려하고 있지 않다고 발언했다. 이를 통해 지나친 정쟁에 대한 국민의 불안을 덜고 경제 중시 자세를 강조했다. 다음 날에는 텔레비전 중계를 통해 신정책 발표회란 이름으로 선거 유세를 시작했다. 그리고 11월 29일 진행된 제29회 일본 중의원 의원 총선거에서 자유민주당은 전후 최다 의석인 296석을 얻는 압승을 거뒀다.
12월 8일 발족한 제2차 이케다 내각은 27일 국민 소득 배증 계획을 정식으로 각의결정했다. 총 26개의 목표를 설정했는데 가장 중요한 목표는 1970년도 실질 국민 총생산을 26조 엔으로 끌어올려 1960년도 대비 두 배로 만들겠다는 것이었다. 안정적인 경제 성장의 극대화를 통해 국민 생활 수준을 현저히 향상하고 완전 고용을 달성하겠다는 것으로 사회 이념으로서의 고도 성장을 선언한 셈이었다. 안보투쟁의 직격탄을 맞은 주가는 이케다 내각의 등장과 함께 반등하기 시작했고 소득 배증 계획이 발표되자 유례 없이 폭등했다. 국민 소득 배증 계획은 전후 정치의 흐름을 크게 전환하는 대정책이기도 했다. 대폭적인 감세를 이어가면서도 계속해서 경제 정책을 내놓아 이후 30년에 걸쳐 지속되는 성장의 시대를 열어젖혔다. 구체적인 처방으로 다음의 다섯 가지를 선보였는데 ▲철도·도로·항만·공업용수도 등 상대적으로 낙후된 기반 시설을 정비 ▲공업의 발전을 유도하고 생산성이 높은 부문으로 노동력을 이동 ▲자유 무역을 추진하고 중화학 공업을 육성해 생산성을 높여 국제적인 경쟁력을 확보 ▲인적 능력의 향상과 과학 기술의 진흥을 통해 경제와 밀접한 분야인 교육·연구 등의 문교 정책을 적극적으로 추진 ▲산업 구조가 전환하면서 발생하게 될 실업과 자금 격차에 대비하고 복지를 추진 등이었다.
국민 소득 배증 계획은 생산제일주의, 경제성장지상주의, 과학기술만능주의 등으로 불리며 자민당 장기 집권의 발판이 되었다.

## 전국종합개발계획
소득 배증 계획의 일환으로 1962년 10월 전국종합개발계획이 각의결정됐다. 도쿄도, 나고야시, 오사카부, 기타큐슈시를 잇는 태평양 벨트 지대에 공업단지를 형성하는 것이 골자로 전후 최초의 국토 계획이었다. 이 계획에 따라 도쿄에서 기타큐슈에 이르는 태평양 연안 지역이 기간 인프라 정비의 핵심이 되었고 태평양 벨트 지대를 중심으로 한 거점 개발 구상이 추진됐다.
사실 1950년에 이미 「국토형성계획법」이 제정되어 있었지만 정부 차원에서 추진하는 계획은 따로 없었다. 1950년대에는 용수로·발전소·댐 건설, 치수 공사, 재해 대책 등이 추진되었지만 이는 전후 부흥을 위해 추진된 부차적인 것이었다. 그러던 것이 1960년대에 들어와 소득 배증 계획이 추진되고 국토를 어떤 방법으로 개발할지 체계적으로 고려하여 공업화 시책을 추진하게 되었다. 또한 「신산업 도시 건설 촉진법」, 「공업 정비 특별 지역 정비 촉진법」, 「저개발 지역 공업 개발 촉진법」이 1961년부터 1964년에 걸쳐 제정됐고 이어서 「농업기본법」, 「중소기업기본법」, 「연안어업 등 진흥법」, 「삼림·임업기본법」 등 4대 산업기본법과 「해운 재건 정비법」도 만들어 산업의 공업화를 추진했다.
전국종합개발계획을 책정하는 데 있어 핵심 인물은 시모코베 아쓰시다. 이 계획의 취지는 소득 배증 계획에 따른 지역 개발 과정에서 발생할 수 있는 여러 문제를 해결하기 위해 전국의 균형 발전을 도모하자는 것이었다. 이에 따라 경제 계획을 추진한 뒤 발생한 문제점을 해결하기 위해 국토 계획을 추진한다는 패턴이 정착됐다.
태평양 벨트에 조성된 중화학 공업 지대는 고도경제성장에 큰 공헌을 했다. 연안부에서 공업화를 추진한 건 원료를 전부 수입하는 당시 상황에서 항구가 가까울수록 경제적이었기 때문이었다. 이때부터 농촌 인구가 태평양 연안부로 이동하여 정주하기 시작했다.
경제 발전을 위해 충실한 기반 시설이 필수였기에 1961년부터 5년간 4조 9,000억 엔을 도로 건설에 투자하기로 결정했고 임기 중에 메이한 국도, 주오 자동차도, 도메이 고속도로, 주고쿠 자동차도가 만들어졌고 나리타 국제공항 건설도 추진됐다. 오사카부지사 사토 기센, 고베시장 하라구치 주지로가 오사카에 공원을 만들어주면 좋겠다고 진정하자 한신 고속도로 공단 설치를 결정했고 공적인 사업 추진을 위해 수자원기구와 도시재생기구 등 공단을 만들었다. 민간 기업이 보다 쉽게 자금을 빌릴 수 있도록 하기 위해 프라임 레이트를 0.37%로 낮추었으며 800억엔의 감세도 실시했다. 한편으로 자유 무역을 추진해 일본 기업이 해외 기업과 경쟁하도록 유도했다. 이를 위해 기업들은 공장을 새로 건설하는 등 설비 투자에 나섰다.
이케다는 미국의 물질적 풍족함을 평가하여 미국은 자동차 산업이 전체 산업을 이끌고 있으니 일본도 고속도로를 만들고 자동차 산업을 발전해야 한다고 주장했다. 감세·사회 보장·공공사업의 확대는 의료·제약·건설·전기제품의 발전을 이끌었다. 또한 일본국유철도의 동력 근대화 계획과 복선을 본격화하여 수송력을 강화했다. 산업 구조를 경공업에서 중공업으로 전환해 그때까지 일본의 주요 산업이던 섬유나 잡화 등 경공업을 억제하고 철강·자동차·전기 등의 산업 부문에 정부 자금의 재정 투융자를 집중하여 진흥을 꾀했다.
1963년 「신산업 도시 건설 촉진법」이나 1964년 「공업 정비 특별 지역 정비 촉진법」을 통해 태평양 벨트 지대 이외에도 공장 설립을 유도하고 막대한 보조금을 투자해 전국 각지에서 항만을 정비하고 간척을 추진하고 터널을 굴착하고 바이패스 도로를 신설했으며 지방공항·고속도로·신칸센 등 산업 기반을 정비하여 국토는 크게 변모했다. 공업을 통한 지역 진흥을 꾀하고자 각 지방은 공장 유치에 혈안이 되었다. 기존의 공업 지역 주변에 철강·석유화학·화력발전소를 묶은 콤비나트가 욧카이치시를 필두로 조성되기 시작해 공업 지대가 계속 늘어났다. 이는 일본의 해안 형태를 바꾸었다. 전국종합개발계획은 대규모 공장을 유치하면 유통업이나 서비스업이 뒤따라온다는 이론을 제시했다. 중화학 공업을 중심으로 한 기업군이 규격화·대량화하여 공장 시설을 대형화하자 규격품을 대량 생산하는 근대 공업 사회가 순식간에 완성됐다.
하지만 개발 거점의 지정을 둘러싸고 극심한 진통을 겪어야 했고 그 결과 많은 문제점도 낳았다. 지역 정치를 중심으로 한 자민당의 이익 유도 정치가 시작된 것이 이 무렵이었고 대기업들의 토지 공황 구매가 지가 상승을 낳아 국토의 균형 발전에 심각한 장애를 초래했다. 또한 효율성을 지나치게 중시한 나머지 대도시권과 그 주변 지역에 우선적으로 이권이 배분되었고 이는 1969년의 신전국종합개발계획과 1972년의 일본열도개조론으로 이어져 상황은 악화하기만 했다. 일본의 산업 구조와 지역 구조를 격변시켰다는 비판도 나왔다.

## 「농업기본법」
이케다는 「농지법」과 「농업기본법」을 제정하고 미국으로부터 잉여 농산물을 수입하는 등 전후 농정에 관해서도 깊게 관여했다. 농업·임업·어업 등 제1차 산업의 근대화를 위해 1961년 제정된 「농업기본법」은 전후 농정의 헌법이라고도 불리는데 제1야당이던 일본사회당과의 대립도 무릅쓰고 소득 배증 계획의 일환으로 추진한 것이었다. 「농업기본법」안의 초안 작성을 담당한 건 이케모토 기사오였는데 이케모토는 이케다가 통산상으로 재직할 때 알게 된 농업 전문가로 이케다가 총리가 된 뒤 농정 고문이 되었다.
1960년 11월 12일 일본에서 처음으로 3당 대표가 텔레비전·라디오 토론회에 참석해 선거 유세를 했다. 토론회에서 이케다는 "경제 성장률이 9%라면 농촌 인구는 절반 이하로 줄어들게 된다. 다른 산업이 합리화·근대화되는 와중에도 일본의 농업은 도쿠가와 시대와 똑같은 상태에 놓여 있다. 농업 규모의 확대와 다각 경영을 통해 하나의 기업으로서 꾸려나갈 수 있도록 해야 한다"라고 주장했다. 굉지회의 기관지와의 대담에서도 "농업 인구가 일본 총인구의 40%를 점하고 있는데 농업 소득은 국민 소득의 20%에 불과한 건 문제가 있다. 농업 인구를 제2차 산업이나 서비스업에 흡수하여 농민의 1인당 소득을 늘리는 방향으로 가야 한다", "향후 10년 이내에 제1차 산업 취업 인구를 1/3 정도로 줄여야 한다"와 같이 언급했다. 이케다는 일본을 세계의 공장으로 만들겠다는 국가 목표와 함께 농업의 근대화와 합리화를 꾀하고 농업의 발전과 농업 종사자 지위의 향상을 위한 시책을 정해야 한다고 주창했다. 제1차 산업 종사자들을 중공업 노동력으로 전환하고 농업은 해외처럼 기계화하여 효율화를 꾀하겠다는 것을 내세운 것이었는데 농업 기계의 구입을 장려하고 농가의 경영 규모를 확대해 노동 생산성을 끌어올려 농가 소득을 향상하고 다른 산업의 노동력도 확보하는 것이 목표였다.
벼농사의 기계화와 농지의 대규모화는 간척을 중심으로 진행됐다. 대표적으로 아키타현의 하치로호를 간척하여 만든 오가타촌이 있다. 하지만 농지 집약은 제대로 이루어지지 못했고 「농업기본법」의 지원을 받은 기계화의 확산은 농가에 막대한 부채만 만들어줘 농한기에 다른 일을 해야 하는 등 영세 농가의 수만 늘렸다. 기업으로서의 농업을 위해 1.5 헥타르 이하의 농가에는 정부가 지원하지 않았기 때문에 많은 농가가 농업을 포기해야만 했다. 중공업이 발전하면서 필요해진 노동력의 보충은 젊은층을 중심으로 한 농촌을 통해 이루어졌다. 이는 농촌 이탈과 같은 문제로 이어졌다. 농가의 주요 일손인 남성들은 높은 수입을 위해 도시로 계속해서 이주했고 고향에 남은 아내와 부모가 농사를 이어가게 되었다. 1963년부터 1964년까지 농촌에서 도시로 이주한 인구는 60만 명에 달했다. 사회당은 이케다 내각의 농촌 정책을 농촌을 버리는 정책이라고 비판했지만 결과적으로 우수한 노동력이 중공업에 공급될 수 있었다.
비료와 농약도 비약적으로 보급됐다. 농가의 소득 수즌은 높아졌지만 이후 수입 자유화의 여파로 미국으로부터 대규모 농산물이 밀려들어오자 일본의 농가는 가격경쟁력을 갖추지 못했고 서양식 식문화가 자리잡으면서 쌀의 수요도 줄어갔다. 결과적으로 「농업기본법」은 일본의 농업을 강하게 만들겠다는 목적을 달성하는 데 실패했다. 또한 농업에 관한 공공사업이 진행되었지만 압력 단체와 자민당의 유착 관계 형성이라는 부작용을 낳았다. 1998년 식량자급률은 40%에 그쳤는데 이는 주요 선진국 중에서 가장 낮은 수치였다. 이케다 내각이 강력히 리드한 소득 배증 계획은 결국 1960년대 젊은층의 취직 상황에 큰 영향을 주게 되었다.

## 무역 자유화 추진
1950년대 중후반의 진무 경기와 이와토 경기로 불리는 일본의 경제 부흥을 목도한 미국은 일본에 무역의 자유화를 요구하기 시작했다. 일본도 국제 시장에 복귀하기 위해서 미국은 물론이고 유럽에 대해서도 일본 시장을 개방할 필요가 있었다. 통산상 재직 당시 이케다는 무역 자유화가 그 자체가 목표가 아니라 일본의 무역 확대를 위한 수단이 되어야 한다는 생각을 가지고 있었다. 일본이 선진국으로 진입하기 위해서는 자유화를 피할 수 없다고 여겼기 때문이었다. 미야자와는 "이케다 씨는 쇼와 20년대 닷지 라인으로 거슬러 올라가는 통제 경제에서 경제적 자유주의로 전환하는 시점을 떠맡았다. 뿌리부터 자유경제론자, 시장경제론자였다."라고 술회했다.
대장성이 자유화에 적극적이었던 데 반해 통산성은 소극적이었다. 1959년 6월 통산상이 된 이케다는 중공업국장 사하시 시게루 등 소극적인 입장을 취하던 관료들을 굴복시킨 뒤 자유화 구상을 성의결정했다. 당시 통산성에서 자유화에 찬성했던 인물은 섬유국장 이마이 젠에이뿐이었는데 이마이는 이케다에게 적극적으로 협력했다고 한다. 재계도 강력히 반대했지만 이케다는 경제 기반을 정비한 일본이 자유화를 결행해야 다른 나라로부터 신뢰를 받을 수 있으며 일본 경제가 더욱더 뻗어나갈 수 있는 유일한 길이라고 주장했다. 자신의 경제 정책에 확고한 자신감을 가지고 있던 이케다는 관세 무역 일반 협정이 요구한 것을 받아들이는 것이 아니라 스스로 적극적으로 나서 자유화를 시행해 일본의 산업을 국제 무대에서 경쟁력을 갖출 수 있도록 실력을 키우는 것이 중요하다고 여겼던 것이다.
무역 자유화에 대한 이케다의 입장은 소득 배증 계획에도 반영되었다. 통산상에 취임한 이케다는 총리대신 자리를 명확히 노리면서 경제 정책의 일관성을 위해 무역 자유화에 대해서 주도권을 놓치려 하지 않았다. 1959년 12월 이케다는 무역 자유화를 위한 선행 조치로 면섬유와 모섬유 수입을 정부가 통제하지 않고 완전 자유화했다. 1960년 6월 무역·환율 자유화 대강을 각의결정한 후 무역 자유화에 가속도가 붙어 개방경제로 빠르게 나아가기 시작했다. 미국·유럽과의 경제 외교를 위해선 일본 경제의 자유화·개방화가 필수적이었다. 이케다는 대등한 입장에서 국제 경제에 참가하여 자유로운 무역 환경 속에서 일본 경제를 확대하는 것이 전후 일본의 국제적 위신으로 연결된다는 내셔널리즘에 입각한 논리를 가지고 있었다.
일본 기업이 미국의 자본에 흡수·합병되지 않을까 하는 우려도 있었는데 이는 오히려 대기업끼리의 합병의 방아쇠로 작용했다. 살아남기 위해 기업들은 다른 회사보다 매력적인 제품을 만들기 위해 해외에서 적극적으로 신기술을 도입했는데 그 비중은 4배나 늘어난 것이었다. 그리고 이러한 혁신이 고도 성장을 견인한 열쇠가 되었고 그 선두에 서 있던 것이 가전제품이었다. 계속해서 출시되는 제품들을 국민들이 소비하고 이것이 기업을 성장시켰고 경제가 발전하는 원동력으로 이어졌다. 경제계와 금융계도 적극적으로 이케다 내각을 지지했다. 결과적으로 민간 경제의 잠재된 에너지를 효율적으로 끌어낸 셈이 되었다. 당시 외신들은 이러한 일본의 경제 성장을 두고 'Japan miracle'이라 불렀다.
무역·환율 자유화 대강은 3년 후 무역 자유화를 80%까지 진척하겠다는 목표를 내세웠지만 얼마 뒤에 수입 자유화를 90%까지 끌어올리겠다고 목표를 바꿨다. 기시 내각 당시 42%에 불과했던 자유화는 1962년 10월 88%까지 상승했고 1964년에는 서유럽과 비슷한 수준인 93%를 달성했다. 무역 자유화를 시행할 당시 보호가 필요했던 유치 산업도 굉장히 빠른 속도로 성장하여 미국·유럽과 당당하게 경쟁할 수 있게 되었다. 특히 자동차 산업의 성장이 빨랐는데 일본이 자동차를 수출하는 나라가 될 것이라고는 아무도 생각하지 않았다. 하지만 이케다는 "쇼와 60년 전후에는 일본의 자동차가 세계의 탑클래스에 들어갈 것이다"라고 말했고 이는 사실이 되었다.
무역 자유화를 처음 추진할 때만 해도 일본에서는 제2의 흑선이라며 어수선한 분위기였다. 일본 기업의 체질이 강해졌다고는 해도 미국 시장에서 일본이 살아남을 수 있을 거란 자신이 없었기 때문이었다. 결과적으로 미국의 거대한 자본에 인수 합병될 것이란 위기감을 극복하고 중화학 공업을 중심으로 한 대형 합병을 통해 경쟁력을 갖춘 기업들이 근대화를 위한 투자를 하여 무역 외 거래 분야에서 해외여행이나 외화 폐지 등을 이룩해냈다. 야와타 제철, 후지 제철, JFE 엔지니어링 등 세 회사가 독점을 이루어 업계의 가격을 좌우하자 이케다는 통산성 간부들에게 "독점 상태는 좋지 못하다. 애초에 자네들의 선배들만 세 회사에 있으니까 통산성이 무기력해진다. 스미토모 금속공업이나 가와사키 제철을 지원해라. 설비 투자나 외화 할당도 세 회사와 비슷하게 해라"라고 지시하기도 했다.
통산성 관료나 레몬 농가의 저항을 뿌리치고 선키스트 그로워스 등 미국산 레몬 수입도 강행하여 레몬 가격이 1/4로 떨어졌다. 그 외에도 미국·유럽의 식문화가 도입되어 일본인의 입맛도 바뀌어 갔고 수입 가전 제품의 수도 늘어나 각 가정에 침투해 갔다.
하지만 이케다가 퇴임하면서 무역 자유화은 잠시 멈추었다가 1970년대에 가서야 재개된다.

## 과학 기술 진흥
소득 배증 계획의 주요 목표 다섯 가지 중 하나이기도 한 과학 기술 진흥을 위해 '문교의 쇄신과 과학 기술 진흥은 모든 시책의 전제가 된다'며 특히 방점을 찍었다. 고도경제성장을 실현하기 위해 기술자가 필요하게 될 것이라 생각하고 의학을 포함해 이공계 학생의 확충을 위한 문교 예산을 짰다. 인문계 학생 중심이던 보조금도 전환을 꾀했는데 이는 전후 일본의 문교 정책의 반환점이 되었고 일본이 선진국으로 진입하는 데 큰 역할을 했다. 1961년 문부성이 이공계 학생 2만 명 증원을 결정하자 이공계 붐이 일었고 이는 훗날 경제 성장을 받쳐주는 기반이 되었다. 또한 연구 개발을 추진하고 공업화 대책의 개선을 목표로 독창적인 연구·개발을 지원해 미국·유럽을 따라잡기 위해 노력했다. 이공계에 대한 지원 강화로 탄생한 혁신은 1960년대 일본 사회의 통념이 되었고 이는 지금의 일본 경제를 만드는 데 큰 역할을 수행했고 문교 정책의 근간으로 자리잡았다. 공업계·산업계에 공헌하기 위한 실천적인 기술자들을 양성하기 위한 고등전문학교도 전국에 설립되었고 이공계 대학과 학부도 증가했다.
1961년 6월 이케다는 미국의 대통령 존 F. 케네디와 회담하여 세 개의 합동위원회 설립을 결정했다. 양국간 과학 협력을 위한 일미과학위원회도 그 중의 하나였는데 이는 훗날 양국간 과학 기술 협정의 모델이 되었다. 이 협력 사업은 과학자간의 교류를 촉진했고 일본의 젊은 연구자가 해외에 진출하여 일선에서 연구에 참여할 수 있도록 했다. 양국 간 암 협력 사업도 이 협력 사업에서 비롯됐다.
이케다 내각은 자주 인적 자본이란 말을 사용하면서 기술노동자의 확충을 위해서도 노력했다. 1961년에는 개발과 알선 등의 사업을 수행하기 위해 신기술개발사업단을 설립하고 산업계와 공동 연구를 추진하기 위해 「광공업기술연구조합법」도 제정했다. 우주과학 분야에서 일본이 심각하게 뒤떨어지자 원자력 정책이나 우주개발 등 거대과학 분야에서 자주적인 기술 개발을 목표로 하여 관민 합동 국가 프로젝트를 추진해 체제 정비에 나섰다. 1963년 8월 과학기술청에 일본원자력선개발사업단을 설치했고 1964년 7월 우주개발을 위한 중추 기구 역할을 수행하기 위해 우주개발사업단도 설치됐다. 이들은 과학기술 관련 연구 개발의 기초가 되었다. 1962년 국립시험연구기관을 쇄신·충실을 위해 국립시험연구기관을 한 데 모아야 한다는 주장이 제기되자 1963년 쓰쿠바 연구 학원 도시 건설을 위한 각의료해가 이루어졌다. 또한 임기 중에 「원자력 손해 배상에 관한 법률」과 「원자력 손해 배상·보상의 계약에 관한 법률」 등을 제정했다.

## 문교 정책
이케다 내각은 인재 양성을 계속 강조했고 문교 진흥에 상당한 힘을 쏟았고 문부성을 중심으로 인재 개발 육성이 진행됐다. 당시에만 해도 소비의 일환으로 인식되던 교육비를 경제 성장을 위한 투자비로 새롭게 자리잡게 하여 고도경제성장을 배경으로 한 경제 우선 정책하에서 계획적·체계적인 공교육 개혁이 이루어졌다. 대학에 대해서도 경제 성장에 기여·공헌하는 인재 육성이라는 새로운 의무가 부과됐다.
국민 소득 배증 계획과 연계하여 발표된 산업계획회의의 「교육 투자의 경제 효과」는 인간 노동을 교육의 측면에서 질적으로 재검토할 것을 요구하자 이를 받아들여 1962년 문부성은 「일본의 성장과 교육」을 발표해 경제 성장을 달성하기 위해 교육 투자가 얼마나 필요한지 리포트를 내고 교육 투자에 많은 예산을 배정했다. 1963년 경제심의회가 철저한 능력주의를 표방하며 노동력의 양성과 존중의 필요성을 제창하며 각자가 자신의 능력과 적성에 알맞은 교육을 받아 걸맞은 직무 능력을 활용해야 한다고 주장했다. 이것들은 1960년대 일본 교육 정책의 기본 계획이 되었다.
선별과 관리로 대변되는 1960년대 일본 교육 정책의 배경에는 재계가 강하게 관여하고 있었다. 능력 개발과 교육 훈련이 경제 개발에 초점이 맞춰진 것은 사회적으로 강한 비판을 받았지만 문부성의 권한이 강해지게 된 계기가 되기도 했다. 교육기술자 양성을 위해 1961년부터 고등학교통신교육이 시행됐고 1962년부터 전국에 고등전문학교가 설치됐다. 소득 배증 계획의 영향으로 고교·대학 진학 붐도 일었다. 또한 필요한 인재를 조기에 발견하고 적절한 교육 훈련 실시를 위한 기초 자료로 삼기 위해 문부성 주최로 1961년부터 1964년까지 전국학력·학습상황조사가 시행됐다. 테스트·선별·경쟁·관리라는 교육 체제와 제한 없는 수험 경쟁은 이때부터 시작됐다.
1961년 일본어머니대회의 활동이 전국으로 확산하자 고교 정원 확대가 이루어졌고 이에 수반하여 상당한 규모의 예산을 투입해 고교를 증설하기로 했다. 이케다가 물러난 1964년부터 문부성이 더 이상 고교 증설을 이어가지 않았지만 이케다 내각 3년간 예산이 급증해 진학률이 크게 늘어났다. 하지만 이는 주입식 교육이 성행하고 낙오자를 배제하며 자식 교육에 극성인 부모가 늘어나는 등의 폐해도 양산했다. 급격한 도시화와 공업화가 이루어지면서 아이들의 생활도 급변하여 농촌에선 돈을 벌기 위해 아버지가 도시로 돈을 벌러 나가면서 가정이 붕괴하는 현상이 늘어났고 도시에선 맞벌이 가정이 늘어 집에서 혼자 시간을 보내는 아이들이 생겼다. 핵가족과 같은 말이 유행한 것도 이 무렵으로 일본의 가족 구조도 급격히 변화했다. 한편 「의무교육 학교의 교과용 도서 무상 제공에 관한 법률」과 「특별 아동 부양 수당 등의 지급에 관한 법률」이 통과된 것도 이 무렵이었다.

## 에너지 정책
당시는 석탄에서 석유로 에너지 전환이 이루어지고 있었는데 이는 해결해야 할 문제 중 하나였다. 그런데 1959년 12월 미이케 탄광에서 발생한 노동쟁의인 미쓰이 미이케 쟁의가 석유의 수입 자유화 결정과 함께 1962년부터 격해져서 사회 문제가 되었다. 이케다는 노동행정에 정통한 이시다 히로히데를 노동상으로 기용하여 한 사람이라도 부상자가 발생해선 안 된다는 지시를 내렸다. 노동조합의 패배로 쟁의가 끝나면서 당시 일본 최대 노동조합이었던 일본탄광노동조합은 정부의 에너지 정책에 대한 영향력이 줄어들었다. 일본노동조합총평의회의 유력 노동조합이기도 했던 탄광의 쇠퇴는 총평의 지지를 받는 일본사회당에게도 타격을 입혔다. 이를 계기로 석유를 포함한 모든 자원의 자유화를 이루었고 고도 성장을 위한 여건도 마련하는 한편 일본이 다른 나라보다 공업화를 더 진척할 수 있는 유리한 조건도 만들어냈다. 실업한 석탄노동자들도 고도 성장의 와중에 다른 산업에 흡수되어 전체적인 효율성도 꾀할 수 있었다. 1961년 만들어진 고용·능력개발기구는 탄광에서 이탈한 노동자를 고용한 기업에 보조금을 지급했으며 탄광노동자들이 도쿄도나 오사카부에서 취업할 수 있도록 공단주택을 건설하는 등 지원을 했다. 미이케·유바리·조반탄광 등 에너지 전환 과정에서 피해를 입은 탄광에 직접 지원을 하는 것이 아니라 이직자들이 새로운 취업처를 찾을 수 있도록 지원하고자 한 것이다. 이후 에너지 자원은 다시 원자력으로 전환됐고 에너지 혁명의 기원도 이 시대였다.

## 사회 보장
중소기업의 근대화를 위해 훗날 중소기업 정책의 근간이 된 「중소기업기본법」과 「중소기업지원법」을 1963년 제정했다. 두 법률에 근거해 독점 자본의 요청에 다라 중소·영세기업의 근대화가 추진됐다. 또한 노동자의 고용 촉진을 위해 고용·능력개발기구 등을 만들었다. 이케다 내각은 감세·사회보장·공공사업을 세 축으로 새로운 복지국가 건설을 주창했다. 후생성이 복지와 사회보장을 더 강화해야 한다고 주장하여 공공사업에 중점을 둬야 한다는 대장성의 주장에도 불구하고 사회보장이 확충되어 갔다. 1961년 모든 국민을 대상으로 한 보편적 건강보장과 국민연금을 실현하기 위해 생활보호 기준을 강화했다. 또한 「아동부양수당법」, 「노인복지법」, 「모자·부자·과부복지법」, 「관광입국추진기본법」 등을 제정했다. 1964년 장애가 있는 딸을 가진 소설가 미즈카미 쓰토무가 『주오고론』에 쓴 글이 큰 반향을 일으켰고 1967년부터 중증심신장애아동의 법적 보호 제도가 도입되었다.

## 영향·평가
이케다 내각이 소득 배증 계획을 발표하기 직전인 1959년부터 일본 경제는 호황이 잠시 숨고르기에 들어갔는데 소득 배증 계획이 발표되자 각 자치단체와 산업계는 배증 계획과 합을 맞춘 장기 계획을 만들기 시작했다. 그 이전의 경제 계획은 민간은 물론 정부에 대한 구속력도 강하지 않았다. 정부 정책이 봇물 터지듯 쏟아져 나오기 시작한 건 소득 배증 계획 이후의 일이다. 1961년 민간의 설비 투자가 목표치인 3조 6,000억 엔을 가볍게 돌파하는 등 정부가 당초 상정한 수치를 훨씬 넘어서는 성공을 거두었기 때문이다. 이런 점에서 소득 배증 계획은 계획이라기보다 가속기에 가까운 것이었다.
국민 소득·국내 총생산·국민 총생산·경제 성장과 같은 전문가들만 사용하던 학술 용어를 대중의 언어로 바꾼 것도 소득 배증 계획의 영향이었다. 1961년 예산 편성 때부터 대장성이 각 성청에 예산 방침을 전달해 계획적으로 예산을 짜도록 한 것도 이때부터였다.
증권 회사의 수가 폭발적으로 증가하고 철강·자동차 산업이 발전하고 설비 투자가 늘어났다. 시계·카메라·라디오·자동차·자전거 등 일본산 제품이 세계 각지에 판로를 개척했다. 컴퓨터를 포함한 정보기기도 기술 혁신과 함께 생산과 수출이 급증했다. 다만 이러한 일본의 수출 대국화 현상은 이케다 사후 미국-일본 무역 갈등을 일으키는 등 정치문제로 변모했는데 이는 일본이 경제 성장 노선에 집중하기로 결정한 것에 대한 당연한 귀결이었다. 고도성장과 함께 유치산업도 발전해 국제 경쟁력을 가지게 되었다.
성장하던 경제가 1962년 다시 한 번 주춤했을 때 환상이나 파탄과 같은 비판이 이케다를 공격했으나 이케다는 도쿄 올림픽을 반전의 기회로 삼았다. 공공사업을 확대하기 위해선 국민의 납득이 필요했는데 올림픽이 그 명분이 되어줘 공공사업과 사회보장을 위한 예산 편성을 성공시켰다. 정부 차원에서 본격적으로 올림픽 대비에 나선 것도 이때부터였다. 이케다의 전략은 성공하여 일본 경제는 다시 성장하기 시작해 도쿄 고속도로나 신칸센 등이 만들어졌고 이를 위해 아낌없이 예산을 투입했다. 유도 경기장인 일본무도관 건설 장소를 총리대신 이케다와 건설대신 고노 이치로가 직접 물색할 정도였다.
올림픽 경기에 힘입어 전국에서도 각종 공공사업이 추진됐다. 정부가 재정을 투입하여 일본 경제를 견인했다. 신칸센, 고속도로, 항구 등 기반 시설이 대대적으로 정비돼 총수요를 끌어올리는 데 성공했다. 그때까지 방치되어 있던 빈약한 도로망도 올림픽을 계기로 비약적·획기적으로 개선되었다. 사회 개발 정책의 일환으로 주택 정책도 추진하여 도시 주거 환경을 개선하고 주택을 고층화하는 도시 구조 개선을 추진했으며 교외에 대규모 개발을 실시해 자가주택을 가질 수 있도록 지원했다. 도시 주변에 주택지를 개발해 도시에 노동력을 제공하는 한편 중화학 공업에 종사하는 사람들을 수용하도록 했다. 소득 배증 계획에 맞춰 건설성은 1961년 8월 신주택건설 5개년 계획을 발표하여 1970년까지 주택 1,000만 호를 건설해 1세대 1주택을 실현할 것을 목표로 내걸었고 우선 5년 안에 400만 호를 짓겠다고 강조했다. 또한 토지의 합리화를 꾀하기 위해 주택의 고층화를 촉진하고 택지 대책 확충을 강화하고자 신주택 시가지를 개발하겠다고 발표했다. 1962년 「건물구분소유법」을 제정하고 1963년 「건축기준법」을 개정해 주택의 고층화를 본격적으로 추진했고 1960년에 발표한 주택종합대책을 바탕으로 1963년 「신주택 시가지 개발법」을 제정해 센리 뉴타운, 다마 뉴타운, 센보쿠 뉴타운 등을 개발하기로 했다. 이 과정에서 거대 부동산 업계가 각지에서 신규 개발되는 뉴타운이나 맨션 분양, 도심부 재개발과 교외 주택지 개발에 발 벗고 나섰다.
또한 이때 처음으로 일본에서 원자력 발전에 성공했으며 도카이도 신칸센이 개업하고 해외여행도 본격화했다. 당시 해외여행은 비즈니스나 유학 목적으로 한정되어 있었다. 삼종신기라 불리던 텔레비전·세탁기·냉장고가 일반 가정에 보급되기 시작한 것도 이케다 때였으며 나중엔 전화기도 보급되기 시작했다.
당초 국민들은 소득 배증 계획이 현실성이 있는가 하는 의구심을 가졌으나 투자가 투자를 부른다는 구호 아래 호경기와 소비 붐이 일어나면서 그런 의심은 사라졌다. 통화량이 팽창하면서 중소기업이나 소매에 대한 투자가 확대하여 종합슈퍼가 가맹업화하기 시작했고 각지에 슈퍼마켓이 만들어져 유통 혁명이란 말까지 등장했다. 기성복과 즉석식품의 판로도 급격히 팽창했다. 소비의 대형화·고급화·다양화가 이루어져 국민 생활은 큰 변화를 겪었다. 레저라는 신조어가 일상에서 사용된 것도 이 시기였고 레저 붐이라는 일본어식 영어도 유행했다. 여행사, 광고 대행사, 신용판매가 등장하고 골프, 스키, 볼링을 즐기는 국민들도 늘어났다.
소득 배증 계획을 추진한 이케다 시대는 일본 경제가 부흥의 시대를 거쳐 새로운 단계로 비약하는 기반을 다진 시대라고 할 수 있다. 1억 총중류 사회를 만들었다는 시각도 있다. 1960년대 경제 개발을 통해 현대 일본의 원형이 만들어졌다고 보기도 한다. 반면 고도성장으로 인해 물가가 상승하고 제1차 산업에 종사하는 사람이 급감했으며 대도시 1극 집중 현상으로 인해 지방 소멸을 앞당겼고 공해나 자연 파괴와 같은 문제를 양산했다는 비판도 많다. 이런 문제들은 이케다가 죽은 후에 표면화했다.

## 같이 보기
- 고도경제성장
- 국민 총생산
- 이케다 하야토

## 참고 문헌
- 《朝日キーワード別冊・政治》 [아사히 키워드 별책·부록]. 朝日新聞社. 1997. ISBN 4-02-227604-5.
- 逢坂巌 (2014). 《日本政治とメディア テレビの登場からネット時代まで》 [일본 정치와 미디어 텔레비전의 등장에서 인터넷 시대까지]. 中公新書2283. 中央公論新社. ISBN 978-4-12-102283-7.
- 《実録読物・戦後の日本》 [실록 읽기 ~ 전후의 일본]. 家の光協会. 1973.
- 《週刊 池上彰と学ぶ日本の総理 3 池田勇人》 [주간 이케가미 아키라와 배우는 일본의 총리 3 이케다 하야토]. 小学館. 2012년 1월 31일. 2020년 8월 6일에 원본 문서에서 보존된 문서. 2023년 12월 21일에 확인함.
- 石川真澄 (1995). 《戦後政治史》 [전후정치사]. 岩波書店. ISBN 4-00-430367-2.
- 石川真澄 (1997). 《人物戦後政治》 [인물 전후 정치]. 岩波書店. ISBN 4-00-023314-9.
- 伊藤昌哉 (1985). 《池田勇人とその時代》 [이케다 하야토와 그 시대]. 朝日文庫. 朝日新聞社. ISBN 4022603399.
- 猪木武徳 (2002). 《日本の近代 7 経済成長の果実 1955～1972》 [일본의 시대 7 경제 성장의 과실 1955~1972]. 中央公論新社. ISBN 4-12-490107-0.
- 上前淳一郎 (1986). 《山より大きな猪 高度成長に挑んだ男たち》 [산보다 큰 멧돼지 고도 성장에 도전한 남자들]. 講談社. ISBN 978-4-06-202657-4.
- 永六輔; 佐々木毅; 瀬戸内寂聴監修; 古川隆久執筆 (2005년 2월 15일). 《昭和ニッポン ――一億二千万人の映像（第11巻） 所得倍増計画とキューバ危機》 [쇼와 일본 1억 2천만 명의 영상 (제11권) 소득 배증 계획과 쿠바 위기]. 講談社DVD book. 講談社. ISBN 4-06-278031-3.
- エコノミスト編集部 (1984). 《証言・高度成長期の日本（上）》 [고도성장기의 일본 (상)]. 毎日新聞社.
- エコノミスト編集部 (1984). 《証言・高度成長期の日本（下）》 [고도성장기의 일본 (하)]. 毎日新聞社.
- 大久保利謙監修; 入江徳郎; 草柳大蔵 (1977). 《グラフィックカラー昭和史 第13巻 繁栄と混迷》 [그래픽 컬러 쇼와사 제13권 번영과 혼미]. 研秀出版.
- 大来佐武郎 (1981). 《東奔西走 私の履歴書》 [동분서주 나의 이력서]. 日本経済新聞社.
- 鬼塚英昭 (2014). 《天皇種族・池田勇人 知るのは危険すぎる昭和史》 [천황종족·이케다 하야토 알기에는 너무 위험한 쇼와사]. 成甲書房. ISBN 978-4-88086-322-1. 2006년 8월 13일에 원본 문서에서 보존된 문서. 2023년 12월 21일에 확인함.
- 小野善邦 (2009). 《本気で巨大メディアを変えようとした男 ――異色NHK会長「シマゲジ」・改革なくして生存なし》 [진짜로 거대 미디어를 바꾸려 한 남자 이색 NHK 회장 「시마게지」·개혁 없이는 생존도 없다]. 現代書館. ISBN 978-4-7684-5607-1.
- 北國新聞社編集局 (1974). 《戦後政治への証言 ――益谷秀次とその周辺――》 [전후 정치에의 증언 마스타니 슈지와 그 주변]. 北国新聞社.
- 倉山満 (2012). 《検証 財務省の近現代史 政治との闘い150年を読む》 [검증 재무성의 근현대사 정치와의 투쟁 150년을 읽다]. 光文社新書571. 光文社. ISBN 978-4-334-03674-4.
- 栗原直樹 (2016). 《田中角栄 池田勇人 かく戦えり》. 青志社. ISBN 978-486590-029-3.
- 高坂正堯 (1968). 《宰相吉田茂》 [재상 요시다 시게루]. 中央公論社.中央公論新社〈中公クラシックス〉、2006年
- 幸田真音 (2016). 《この日のために下池田勇人・東京五輪の軌跡》 [오늘날을 위해서 (하) 이케다 하야토 ~ 도쿄 올림픽의 궤적]. KADOKAWA. ISBN 978-404-103633-4.
- 高度成長期を考える会編 (1985). 《高度成長と日本人 part1 個人篇 誕生から死までの物語》 [고도 성장과 일본인 PART1 개인편 탄생에서 사망까지의 이야기]. 日本エディタースクール出版部.
- 小林吉弥 (1989). 《花も嵐もー宰相池田勇人の男の本懐》. 講談社. ISBN 4-06-204404-8.
- 斉藤淳 (2010). 《自民党長期政権の政治経済学 利益誘導政治の自己矛盾》 [자민당 장기 정권의 정치경제학 이익 유도 정치의 자기모순]. 勁草書房. ISBN 978-4-326-30190-4.
- 堺屋太一 (1997). 《日本を創った12人 後編》 [일본을 만든 12명 후편]. PHP新書. PHP研究所. ISBN 4-569-55389-3.
- 櫻井よしこ (2001). 《迷走日本の原点》. 新潮社. ISBN 4101272239.
- 佐和隆光 (1984). 《高度成長 「理念」と政策の同時代史》 [고도 성장 「이념」과 정책의 동시대사]. NHKブックス. 日本放送出版協会. ISBN 978-4-14-001465-3.
- 沢木耕太郎 (2004). 《危機の宰相》 [위기의 재상]. 沢木耕太郎ノンフィクションVII. 文藝春秋. ISBN 4-16-364910-7. のち魁星出版、2006年／文春文庫、2008年。
- 塩口喜乙 (1975). 《聞書 池田勇人 高度成長政治の形成と挫折》 [문서 이케다 하야토 고도 성장 정치의 형성과 좌절]. 朝日新聞社.
- 塩田潮 (1985). 《東京は燃えたか 黄金の'60年代、そして東京オリンピック》 [도쿄는 불탔는가 ~ 황금의 60년대, 그리고 도쿄 올림픽]. PHP研究所. ISBN 4569214991.
- 塩田潮 (1995). 《昭和をつくった明治人(上)》 [쇼와를 만든 메이지인 (상)]. 文藝春秋. ISBN 4-16-350190-8.
- 塩田潮 (1995). 《昭和をつくった明治人(下)》 [쇼와를 만든 메이지인 (하)]. 文藝春秋. ISBN 4-16-350200-9.
- 塩田潮 (2007). 《昭和30年代 「奇跡」と呼ばれた時代の開拓者たち》 [쇼와 30년대 「기적」이라 불린 시대를 개척한 사람들]. 平凡社新書382. 平凡社. ISBN 978-4-582-85382-7.
- 柴垣和夫 (1983). 《昭和の歴史 第9巻 講和から高度成長へ》 [쇼와의 역사 제9권 강화에서 고도성장까지]. 小学館. ISBN 4093760098.
- 自由民主党広報委員会出版局 (1976). 《秘録・戦後政治の実像》 [비록 ~ 전후 정치의 실상]. 永田書房.
- 下村太一 (2011). 《田中角栄と自民党政治列島改造への道》 [다나카 가쿠에이와 자민당 정치 열도 개조로의 길]. 有志舎. ISBN 978-4-903426-47-1.
- チャルマーズ・ジョンソン; 矢野俊比古監訳 (1982). 《通産省と日本の奇跡》 [통산성과 일본의 기적]. TBSブリタニカ.
- 鈴木猛夫 (2003). 《「アメリカ小麦戦略」と日本人の食生活》 [「미국 밀 전략」과 일본인의 식생활]. 藤原書店. ISBN 4-89434-323-1.
- 武田晴人 (2014). 《「国民所得倍増計画」を読み解く》 [「국민 소득 배증 계획」을 이해하다]. 日本経済評論社. ISBN 978-4-8188-2340-2.
- 田中浩 (2015). 《田中浩集 第八巻 現代日本政治》. 未來社. ISBN 978-4-624-90048-9.
- 田中六助 (1985). 《保守本流の直言》 [보수본류의 직언]. 中央公論社. ISBN 4-12-001365-0.
- 田原総一朗 (1996). 《「戦後五十年の生き証人」が語る》 [「전후 50년을 살아온 증인」이 말하다]. 中央公論社. ISBN 978-4120025570.
- 中央大学経済研究所 (1975). 《戦後の日本経済――高度成長とその評価》 [전후 일본 경제 ~ 고도 성장과 그 평가]. 中央大学出版部.
- 土志田征一 (2001). 《経済白書で読む戦後日本経済の歩み》 [경제 백서로 읽는 전후 일본 경제의 발걸음]. 有斐閣選書. 有斐閣. ISBN 9784641280649.
- 中川順 (1995). 《秘史ー日本経済を動かした実力者たち》 [비사 일본 경제를 움직인 실력자들]. 講談社. ISBN 4-06-207864-3.
- 中島琢磨 (2012). 《高度成長と沖縄返還 1960‐1972》 [고도 성장과 오키나와 반환 1960~1972]. 現代日本政治史3. 吉川弘文館. ISBN 978-4-642-06437-8.
- 長洲一二 (1963). 《転機の日本経済 ―高度成長の終幕とこれからの課題》 [전기의 일본 경제 고도 성장의 종막과 앞으로의 과제]. 番町書房.
- 中村隆英 (1993). 《昭和史II》 [쇼와사 II]. 東洋経済新報社.
- 中山, 茂編集代表; 後藤, 邦夫; 吉岡, 斉, 편집. (1995). 《「通史」日本の科学技術 第3巻 「高度経済成長期」1960-1969》 [「통사」 일본의 과학기술 제3권 고도경제성장기]. 学陽書房. ISBN 4313490035.
- 日本経済新聞社 (2014). 《日本経済を変えた戦後67の転機》 [일본 경제를 바꾼 전후 67번의 전기]. 日経プレミアシリーズ234. 日本経済新聞出版社. ISBN 978-4-532-26234-1.
- 日本国際政治学会 (2012). 《戦後日本外交とナショナリズム》 [전후 일본 외교와 내셔널리즘]. 有斐閣. ISBN 978-4-641-29954-2.
- 野口悠紀雄 (2015). 《戦後経済史 私たちはどこで間違えたのか》 [전후 경제사 우리는 어디서부터 잘못됐는가]. 東洋経済新報社. ISBN 9784492371183.
- 橋本五郎; 読売新聞取材班, 편집. (2015). 《戦後70年 にっぽんの記憶》 [전후 70년 ~ 일본의 일기]. 中央公論新社. ISBN 978-4-12-004768-8.
- 波多野澄雄 (2004). 《池田・佐藤政権期の日本外交》 [이케다·사토 정권의 일본 외교]. MINERVA日本史ライブラリ. ミネルヴァ書房. ISBN 9784623039210.
- 林房雄 (1968). 《随筆 池田勇人 敗戦と復興の現代史》 [수필 이케다 하야토 패전과 부흥의 현대사]. サンケイ新聞社出版局.
- 樋渡由美 (1990). 《戦後政治と日米関係》 [전후 정치와 일미 관계]. 東京大学出版会. ISBN 978-4-13-036055-5.
- 藤山愛一郎 (1976). 《政治わが道 藤山愛一郎回想録》 [정치는 나의 길 후지야마 아이이치로 회상록]. 朝日新聞社.
- 保阪正康 (2013). 《高度成長――昭和が燃えたもう一つの戦争》 [고도성장 ~ 쇼와가 불탄 또 하나의 전쟁]. 朝日新書412. 朝日新聞出版. ISBN 978-4-02-273460-0.
- 細川隆元 (1981). 《男でござる 暴れん坊一代記 風の巻》. 山手書房.
- 堀越作治 (1998). 《戦後政治裏面史「佐藤栄作日記」が語るもの》 [전후 정치 표리사 「사토 에이사쿠 일기」가 말하는 것]. 岩波書店. ISBN 978-4000236089.
- 牧原出 (2003). 《内閣政治と「大蔵省支配」 ―政治主導の条件》 [내각 정치와 「대장성 지배」 정치 주도의 조건]. 中公叢書. 中央公論新社. ISBN 4-12-003418-6.
- 御厨貴; 中村隆英 (2005). 《聞き書 宮澤喜一回顧録》 [기록서 ~ 미야자와 기이치의 회고록]. 岩波書店. ISBN 4-00-002209-1.
- 水木楊 (2013). 《評伝 出光佐三 反骨の言霊日本人としての誇りを貫いた男の生涯>》. PHPビジネス新書256. PHP研究所. ISBN 978-4-569-80985-4.
- 宮崎吉政 (1970). 《政界二十五年》 [정계 25년]. 読売新聞社.
- 宮前めぐる他 (2008). 《その時歴史が動いた 昭和史復興編 「下村治 所得倍増の夢を追え—高度経済成長の軌跡」、「安保闘争『憲法九条平和への闘争—1950年代改憲・護憲論」》. 集英社. ISBN 978-4-8342-7419-6.
- 吉村克己 (1985). 《池田政権・一五七五日》 [이케다 정권 1575일]. 行政問題研究所出版局. ISBN 4905786436.
- 読売新聞昭和時代プロジェクト (2012). 《昭和時代 三十年代》 [쇼와 시대 30년대]. 中央公論新社. ISBN 978-4-12-004392-5.
- “池田勇人と昭和30年代 奇跡の「高度成長」を生んだもの” [이케다 하야토와 쇼와 30년대 기적의 「고도 성장」을 만든 것]. 《歴史街道》 (PHP研究所) (2007年12月号). 2007년 12월 1일.
- 若田部昌澄 (2015). 《ネオアベノミクスの論点 レジームチェンジの貫徹で日本経済は復活する》. PHP新書. PHP研究所. ISBN 978-4-569-82422-2.